# Rosnowo, Hạt Gryfino
Rosnowo [rɔsˈnɔvɔ] (German Rohrbeck) là một ngôi làng thuộc khu hành chính của Gmina Trzcińsko-Zdrój, thuộc hạt Gryfino, Tây Pomeranian Voivodeship, ở phía tây bắc Ba Lan. Nó nằm khoảng 5 kilômét (3 mi)   về phía tây của Trzcińsko-Zdrój, 34 km (21 mi)     phía nam Gryfino và 52 km (32 mi) phía nam thủ đô khu vực Szczecin.
Trước năm 1945, khu vực này là một phần của Đức. Đối với lịch sử của khu vực, xem Lịch sử của Pomerania.